# Magyar Nemzeti Múzeum Központi Könyvtár
A Magyar Nemzeti Múzeum Központi Könyvtára 1952-ben alakult, állományának összetétele és nagysága alapján a Közép-Duna-medence régészeti szakirodalmának egyik legjelentősebb forrása. Az eredeti, régészeti könyvtár később műtárgyvédelmi és legújabb kori gyűjteményekkel bővült, jelenleg közel 280 000 kötetet számlál, valamint az olvasók rendelkezésére állnak online adatbázisok és folyóiratok is. 

## Szabályzat és működés
A könyvtár a Nemzeti Múzeum épületében, az egykori Széchényi Könyvtár helyiségeiben található, 2005 óta nyilvános szakkönyvtárként működik. A beiratkozás minden nagykorú, magyar és külföldi állampolgár számára ingyenes. A használat regisztrációhoz kötött, melyhez fényképes igazolvány (személyi igazolvány, útlevél, diákigazolvány) szükséges. Az olvasó a dokumentumokat helyben olvashatja, a kijelölt állományból kölcsönözni is lehet. Emellett tájékoztatást kaphat más könyvtárak állományáról, és adott esetben könyvtárközi kölcsönzés igénylésére is lehetősége van.

### Kölcsönzés
Nem intézményi olvasók az 1949 után kiadott könyvek közül egyszerre maximum két kötetet kölcsönözhetnek, egyetemi vizsgaidőszakban egy hétig, egyéb időszakban egy hónapig. A kölcsönzés egy alkalommal hosszabbítható. Nem kölcsönözhető dokumentumoknak minősülnek a folyóiratok, kézikönyvek, elektronikus dokumentumok.

### Megközelítés
A Könyvtár a múzeum első emeletén található. A Bródy Sándor utca felőli személyzeti és mozgássérült bejárat felől közelíthető meg, a portán jelenléti ív kitöltése szükséges. A könyvtár ajtaja vendég-mágneskártyával, vagy csengővel nyitható. Látogatási idő hétfőn és csütörtökön 9:00-17:00, pénteken 9:00-15:00.

## Gyűjtemények

### Régészeti gyűjtemény
A Központi Régészeti Könyvtár a Központi Könyvtár alapgyűjteménye, Közép-Európa egyik legnagyobb régészeti tárgyú szakkönyvtára. Története szorosan kapcsolódik az Érem- és Régiségtár valamint a Történeti Tár létrejöttéhez. A Magyar Nemzeti Múzeum működésének első 150 évében a különféle tárak kézikönyvtáraiból hozták létre, amely 1952 óta önálló gyűjteményként működik. A több mint 200 év alatt gondosan összegyűjtött régészeti és történeti művek elsősorban a Kárpát-medencéhez kapcsolódnak, de más földrajzi területek szakirodalma is fellelhető az állományban. Igen jelentős az idegen nyelvű könyv- és folyóirat-állomány is. A hazai régészeti, történeti és muzeológiai folyóiratok jelentős része ugyanúgy megtalálható a könyvtárban, mint a Magyarországgal kapcsolatos különféle forrásgyűjtemények vagy a régészeti és történeti kiállítások katalógusai.

#### Magyar folyóiratok és sorozatok
Az olvasóteremben, szabadpolcon elérhető az ország legtöbb periodikája régészet, történelem és egyéb társtudományok témakörben.

#### Külföldi folyóiratok és sorozatok
A gyűjteményben többek között megtalálhatóak neves angol, német, francia, spanyol, olasz, valamint román, szlovák, lengyel, orosz és más nyelvű folyóiratok és kiadványok is.

### Legújabb kori gyűjtemény
A Központi Könyvtár 52 ezer kötetes legújabb kori állományrésze, amely kronológiailag az 1800-as évekkel indul, kettős funkciót lát el: egyrészt tudományos segédkönyvtár, amely a tudományos munkát hivatott segíteni, másrészt múzeumi gyűjtemény, amely kiállítási célokat szolgál – különösen vonatkozik ez a szórványperiodikumokra.
A fentiekből adódóan a gyűjtemény igen változatos: tudományos feldolgozásoktól kezdve különböző dokumentumértékű kiadványokon (pl. pártprogramok, intézmények, civil szervezetek kiadványai) át szakács- és mesekönyvekig, termékkatalógusokig sokféle kötetet tartalmaz. Szépirodalmat éppúgy, mint statisztikai kiadványokat, adattárakat vagy akár telefonkönyveket is. 

#### Szórványperiodikumok
A szórványperiodika gyűjtemény őrzi a Magyarországon kiadott újságok és folyóiratok jelentős részének egy-egy példányát.

### Műtárgyvédelmi gyűjtemény
A könyvtár története a Központi Muzeológiai Technológiai Csoport 1960-as alapításáig nyúlik vissza, és a gyűjtemény további sorsának alakulása is követi az intézményi átszervezéseket.
Bár az elmúlt évtizedekben különféle szerkezeti változások történtek, a könyvtár folyamatosan működött, és az állomány tovább gyarapodott. A Technológiai Csoport a könyvtárral együtt 1968 és 1973 között a Központi Múzeumi Igazgatóság (KMI) Muzeológiai és Technológiai Osztályaként működött tovább, majd 1974-ben megalakult a Múzeumi Restaurátor- és Módszertani Központ (MRMK). Ezt követően a könyvtár ennek az intézménynek a gyűjteményévé vált. 1982-ben az MRMK visszakerült a KMI-hez, majd a KMI megszűnése után 1991-ben a könyvtárat más osztályokkal együtt a Magyar Nemzeti Múzeum szervezetéhez kapcsolták. A gyűjtemény így a Magyar Nemzeti Múzeum Központi Könyvtárának a részévé vált, és 1996-ban beköltözött a Múzeum épületébe. A 30 ezer kötetes könyv- és folyóirat-állomány a régészeti leletek és múzeumi tárgyak restaurálását, a különböző szintű restaurátorképzést és a muzeológiai munkát segíti. A könyvtár jelentős fordításgyűjteménnyel is rendelkezik, és őrzi az egyetemi szintű restaurátorképzés diplomamunkáit. Utóbbiak a restaurátorképzéshez nyújtanak közvetlen segítséget, ezért az oktatáshoz szükséges kézikönyvtárral együtt a Könyves Kálmán körúti Országos Restaurátor és Restaurátorképző Központban maradtak.

## Elérhető adatbázisok
A könyvtárban lévő számítógépekről, vagy a könyvtár ingyenes hálózatára kapcsolódó saját eszközökről a következő adatbázisokat használhatják az olvasók:
- Arcanum Digitális Tudománytár
- Akadémiai Kiadó Folyóiratai
- Akadémiai Kiadó szótárszervere
- JSTOR
- Nemzeti Audiovizuális Archívum (NAVA)
- EBSCOhost